# Reginaldus Libert
Reginaldus Libert ou Reginald Libert, actif entre 1424 et 1435, est un compositeur de l'école bourguignonne.

## Biographie
En 1424, Reginald Libert était, à Cambrai, "Magister puerorum", c'est-à-dire littéralement Maître d'enfants ou tuteur, responsable de l'éducation d'enfants. Il était également chef de chœur à la cathédrale de Cambrai.
Il fut influencé par les compositeurs Jean Tapissier, Nicolas Grenon, Arnold de Lantins et Guillaume Dufay, tous dans la mouvance de l'école bourguignonne qu'ils créèrent. Il fut un des premiers à utiliser la méthode dite du faux-bourdon qui désigne un procédé d'improvisation consistant en l'adjonction de deux voix parallèles à une mélodie préexistante — souvent grégorienne —, la partie supérieure étant située une quarte au-dessus de la partie intermédiaire, et la basse, une tierce au-dessous.
Reginald Libert composa des rondeaux, des messes et des chants grégoriens. Il composa notamment la Missa de Beata Virgine, première messe complète de l'histoire de la musique. Il composa également une des variantes médiévales de l'Ave Maria.

## Œuvres
- Ave Maria
- Kyrie
- Missa plenaria de Beata Virgine
- Mourir me voy